# Red Circle Authors
Red Circle Authors a été fondé en 2016 par Richard Nathan et Koji Chikatani dans le but de promouvoir la meilleure littérature japonaise à l'étranger,,,. Le mouvement Gutai en a été l'inspiration.
Les auteurs du cercle rouge sont Kazufumi Shiraishi (en), Fuminori Nakamura, Mitsuyo Kakuta, Takuji Ichikawa, Randy Taguchi (ja), Fuminori Nakamura, Kanji Hanawa (ja) et Roger Pulvers (en).
Seules un petit nombre d'œuvres d'auteurs du Red Circle Authors sont disponibles en traduction hors du Japon, bien qu'ils y aient remporté de nombreux prix littéraires y compris le prix Naoki (Mitsuyo Kakuta 2005, Kazufumi Shiraishi 2010) et le prix Akutagawa (Fuminori Nakamura 2005). De nombreux travaux ont déjà été publiés dans des versions de film et de télévision.
Certains des auteurs du groupe ont déjà acquis une bonne réputation en Asie (notamment en Chine, à Taiwan, en Corée et en Thaïlande) et ont connu un succès initial dans les prix littéraires internationaux. Fuminori Nakamura, par exemple, a remporté le prix David L. Goodis en 2014.